# Junín
Junín là một khu tự quản thuộc tỉnh Cundinamarca, Colombia. Thủ phủ của khu tự quản Junín đóng tại Junín Khu tự quản Junín có diện tích ki lô mét vuông. Đến thời điểm ngày 28 tháng 5 năm 2005, khu tự quản Junín có dân số 9900 người.